# Marathon Cup 5; Jan van der Hoorn Schaatssport Marathon 2024
De Marathonschaatsen 2024/2025 Marathon Cup 5 was de vijfde wedstrijd van het Marathonseizoen die op zaterdag 16 november 2024 plaatsvond op IJsbaan Haarlem in Haarlem. 
Bart Hoolwerf heeft bij de top-divisie mannen de vijfde wedstrijd in de Daikin Marathon Cup gewonnen. Hoolwerf haalde in de laatste meters Jorrit Bergsma bij die zelf gereageerd had op een late solo-aanval uit een kopgroep van negen van Lars Woelders. Ook Sjoerd den Hertog sprintte in extremis nog over zijn ploeggenoot Bergsma en werd tweede. Hoolwerf nam met de overwinning het oranje leiderspak over van Luc ter Haar die de slag miste en de pelotonsprint om de tiende plaats won. Bij de vrouwen heeft Bente Kerkhoff met twee ronden voorsprong op het peloton gewonnen. Kerkhoff sloop als enige van een vroege kopgroep van drie mee met een tweede groep die een ronde pakte en kon onbedreigd naar de winst soleren. Maaike Verweij won de sprint om de tweede plaats voor Veerle van Koppen. Verweij en Van Koppen maakten samen met Kerkhoff deel uit van de eerste kopgroep, reageerden te laat op de tweede groep maar bleven die wel voor.
Net als vorig seizoen had Kevin van der Horst de beloftenmarathon van Haarlem op zijn naam geschreven. Van der Horst rekende in de massasprint af met Simon de Smit en Jasper Tinga en nam zo het oranje leiderspak weer terug van Joost de Jong die genoegen moest nemen met de achtste plaats. De wedstrijd draaide in Haarlem na een aantrekkelijke koers uit op een massasprint nadat een late ontsnapping van thuisrijder Peter Baars als laatste werd geneutraliseerd. Manon Gremmen had bij de vrouwen gewonnen de beloftenmarathon gewonnen, die vorig seizoen in Haarlem haar enige andere landelijke overwinning behaalde, rekende in de sprint van een kopgroep van vier af met Susanne Prins en Fleur Veen. Judith Krabbenborg eindigde als enige van de vluchtsters, die halverwege de koers het peloton op een ronde hadden gezet, naast het podium. Klassementsleidster Mayke Vriesinga miste de slag maar behield het oranje leiderspak. Van der Horst en Gremmen herhaalde beide het kunstje van vorig jaar.

## Tijdschema
| Datum                     | Tijd (CET) | Onderdeel           |
| ------------------------- | ---------- | ------------------- |
| Zaterdag 16 november 2024 | 17:00      | Beloften vrouen     |
| Zaterdag 16 november 2024 | 18:00      | Beloften mannen     |
| Zaterdag 16 november 2024 | 19:15      | Top-divisie vrouwen |
| Zaterdag 16 november 2024 | 20:30      | Top-divisie mannen  |

## Podia
| Klasse              | Eerste              | Tweede            | Derde             |
| ------------------- | ------------------- | ----------------- | ----------------- |
| Top-divisie mannen  | Bart Hoolwerf       | Sjoerd den Hertog | Jorrit Bergsma    |
| Top-divisie vrouwen | Bente Kerkhoff      | Maaike Verweij    | Veerle van koppen |
| Beloften mannen     | Kevin van der Horst | Simon de Smit     | Jasper Tinga      |
| Beloften vrouwen    | Manon Gremmen       | Suzanne Prins     | Fleur Veen        |

## Uitslag Top-divisie mannen[2]
| #      | Rijder            | Nationaliteit | Ploeg                             | Ronde | Punten |
| ------ | ----------------- | ------------- | --------------------------------- | ----- | ------ |
| Goud   | Bart Hoolwerf     | Nederland     | Team Reggeborgh                   | 126   | 30,1   |
| Zilver | Sjoerd den Hertog | Nederland     | Royal A-ware                      | 126   | 26     |
| Brons  | Jorrit Bergsma    | Nederland     | Royal A-ware                      | 126   | 23     |
| 4      | Harm Visser       | Nederland     | Team Essent                       | 126   | 22     |
| 5      | Lars Woelders     | Nederland     | Sprog                             | 126   | 21     |
| 6      | Jeroen Janissen   | Nederland     | OKAY/Interfarms                   | 126   | 20     |
| 7      | Evert Hoolwerf    | Nederland     | Team Reggeborgh                   | 126   | 19     |
| 8      | Daan Gelling      | Nederland     | Royal A-ware                      | 126   | 18     |
| 9      | Remco Stam        | Nederland     |                                   | 126   | 17     |
| 10     | Luc ter Haar      | Nederland     | Bouwselect / De Haan Westerhoff   | 125   | 11     |
| 11     | Jorian ten Cate   | Nederland     | OKAY/Interfarms                   | 125   | 10     |
| 12     | Christian Haasjes | Nederland     | Bouwselect / De Haan Westerhoff   | 125   | 9      |
| 13     | Robert Post       | Nederland     | Team Essent                       | 125   | 8      |
| 14     | Ronald Kruijer    | Nederland     | Bouwselect / De Haan Westerhoff   | 125   | 7      |
| 15     | Jordy Harink      | Nederland     | Royal A-ware                      | 125   | 6      |
| 16     | Joram Verkerk     | Nederland     | VGR Sport / Galesloot constructie | 125   | 5      |
| 17     | Klaas Poortinga   | Nederland     | Sprog                             | 125   | 4      |
| 18     | Ruben Ligtenberg  | Nederland     | Sprog                             | 125   | 3      |
| 19     | Niels Immerzeel   | Nederland     | VGR Sport / Galesloot constructie | 125   | 2      |
| 20     | Yves Vergeer      | Nederland     | OKAY/Interfarms                   | 125   | 1      |

125 ronden
1:07:51uur (gem. 32,6sec) 44,2km/h

## Uitslag Top-divisie vrouwen[3]
| #      | Rijder                 | Nationaliteit | Ploeg                               | Ronde | Punten |
| ------ | ---------------------- | ------------- | ----------------------------------- | ----- | ------ |
| Goud   | Bente Kerkhoff         | Nederland     | Team Albert Heijn Zaanlander        | 82    | 35,1   |
| Zilver | Maaike Verweij         | Nederland     | Team Albert Heijn Zaanlander        | 81    | 26     |
| Brons  | Veerle van Koppen      | Nederland     | Puur ICT / BTZ                      | 81    | 23     |
| 4      | Marijke Groenewoud     | Nederland     | Team Albert Heijn Zaanlander        | 81    | 22     |
| 5      | Elsemieke van Maaren   | Nederland     | OKAY/Interfarms                     | 81    | 21     |
| 6      | Kim Talsma             | Nederland     | Bouwbedrijf De Vries                | 81    | 20     |
| 7      | Tessa Snoek            | Nederland     | VGR Sport / Vreugdenhil Dairy Foods | 81    | 19     |
| 8      | Jet Fransen            | Nederland     | Wokke Vastgoed                      | 81    | 18     |
| 9      | Nikki Noordergraaf     | Nederland     | OKAY/Interfarms                     | 80    | 12     |
| 10     | Lianne van Loon        | Nederland     | OKAY/Interfarms                     | 80    | 11     |
| 11     | Loesanne van der Geest | Nederland     | Puur ICT-BTZ                        | 80    | 10     |
| 12     | Brit Qualm             | Nederland     | VGR Sport / Vreugdenhil Dairy Foods | 80    | 9      |
| 13     | Beau Wagemaker         | Nederland     | A6.nl / KMC                         | 80    | 8      |
| 14     | Esmée Brommer          | Nederland     | Wokke Vastgoed                      | 80    | 7      |
| 15     | Hilde Noppert          | Nederland     | Bouwbedrijf De Vries                | 80    | 6      |
| 16     | Paula Konijn           | Nederland     | OCRE                                | 80    | 5      |
| 17     | Iris Tiben             | Nederland     | Wokke Vastgoed                      | 80    | 4      |
| 18     | Pien van den Bos       | Nederland     | Wokke Vastgoed                      | 80    | 3      |
| 19     | Sophie Kraaijeveld     | Nederland     | Turner                              | 80    | 2      |
| 20     | Eline van Voorden      | Nederland     | Fortune Coffee                      | 80    | 1      |

80 ronden
0:46:03uur (gem. 34,5sec) 41,7km/h

## Uitslag beloften mannen[4]
| #      | Rijder              | Nationaliteit | Ploeg                               | Ronde | Punten |
| ------ | ------------------- | ------------- | ----------------------------------- | ----- | ------ |
| Goud   | Kevin van der Horst | Nederland     | Royal A-ware                        | 100   | 25,1   |
| Zilver | Simon de Smit       | Nederland     | Vector                              | 100   | 21     |
| Brons  | Jasper Tinga        | Nederland     | Douma Staal                         | 100   | 18     |
| 4      | Jochem Posthumus    | Nederland     | Speelman / Exclusief Vastgoedbeheer | 100   | 17     |
| 5      | Joël Haasjes        | Nederland     | Arbeidsrecht de Graaf               | 100   | 16     |
| 6      | Arn Botman          | Nederland     | Wokke Vastgoed                      | 100   | 15     |
| 7      | Ruben Verkerk       | Nederland     | Ormer ICT                           | 100   | 14     |
| 8      | Joost de Jong       | Nederland     | Bouwselect / De Haan Westerhoff     | 100   | 13     |
| 9      | Arjen van Damme     | Nederland     | Skate@sea                           | 100   | 12     |
| 10     | Nino van Dijk       | Nederland     | Traumeel Gel                        | 100   | 11     |
| 11     | Twan Berlijn        | Nederland     | Wokke Vastgoed                      | 100   | 10     |
| 12     | Sipke Sijtsema      | Nederland     | Douma Staal                         | 100   | 9      |
| 13     | Fred Schouwenaar    | Nederland     | Ormer ICT                           | 100   | 8      |
| 14     | Tom den Heijer      | Nederland     | OKAY/Interfarms                     | 100   | 7      |
| 15     | Igor Baars          | Nederland     | Langhout Beton & PCO Infra          | 100   | 6      |
| 16     | Rick de Ruijgt      | Nederland     | Groenehartsport.nl                  | 100   | 5      |
| 17     | Mitchel Zijp        | Nederland     | Kippie / Forte Sportswear           | 100   | 4      |
| 18     | Jitse Wiersma       | Nederland     | Speelman / Exclusief Vastgoedbeheer | 100   | 3      |
| 19     | Adne Koster         | Nederland     | Speelman / Exclusief Vastgoedbeheer | 100   | 2      |
| 20     | Jurian Koolhaas     | Nederland     | Vector                              | 100   | 1      |

100 ronden
0:55:26uur (gem. 33,3sec) 43,3km/h

## Uitslag beloften vrouwen[5]
| #      | Rijder                  | Ploeg     | Nationaliteit                                | Ronde | Punten |
| ------ | ----------------------- | --------- | -------------------------------------------- | ----- | ------ |
| Goud   | Manon Gremmen           | Nederland | Husqvarna / Praktijk Centrum Bomen           | 60    | 25,1   |
| Zilver | Susanne Prins           | Nederland | Speelman / Exclusief Vastgoedbeheer          | 60    | 21     |
| Brons  | Fleur Veen              | Nederland | KNSB Inline Selectie                         | 60    | 18     |
| 4      | Judith Krabbenborg      | Nederland | ORCE                                         | 60    | 17     |
| 5      | Amber van der Meijden   | Nederland | KNSB Inline Selectie                         | 60    | 16     |
| 6      | Viviana Rodríguez Rojas | Chili     | 21Adventures.nl                              | 60    | 15     |
| 7      | Jitte Schuitemaker      | Nederland | Vector                                       | 60    | 14     |
| 8      | Iza Stekelenburg        | Nederland | OCRE                                         | 60    | 13     |
| 9      | Tara Donoghue           | Ierland   | Leontienhuis                                 | 60    | 12     |
| 10     | Rienke Boonstra         | Nederland | Leontienhuis                                 | 60    | 11     |
| 11     | Mayke Vriesinga         | Nederland | Boltrics                                     | 60    | 10     |
| 12     | Melissa Mooijman        | Nederland | Wokke Vastgoed                               | 60    | 9      |
| 13     | Thirza Koers            | Nederland | Speelman / Exclusief Vastgoedbeheer          | 60    | 8      |
| 14     | Lianne van Gameren      | Nederland | Skadi / P&G Safety / Mark Bouman Grondwerken | 60    | 7      |
| 15     | Emma van der Liet       | Nederland | Bikefit Twente (schaatsploeg)                | 60    | 6      |
| 16     | Britt van Wees          | Nederland | Wokke Vastgoed                               | 60    | 5      |
| 17     | Bianca van der Meer     | Nederland |                                              | 60    | 4      |
| 18     | Anna Marit Sybrandi     | Nederland | Boltrics                                     | 60    | 3      |
| 19     | Sam van der Monde       | Nederland | Gewest Friesland                             | 60    | 2      |
| 20     | Liset Speelman          | Nederland | Speelman / Exclusief Vastgoedbeheer          | 60    | 1      |

60 ronden
0:37:10uur (gem. 37,2sec) 38,7km/h

### Snelste wedstrijdgemiddelde
| Klasse              | Snelste gemiddelde       | Tijd     | Ronden | Schaatsster         | Nationaliteit | Ploeg                              |
| ------------------- | ------------------------ | -------- | ------ | ------------------- | ------------- | ---------------------------------- |
| Top-divisie Mannen  | 44,2 km/h (gem. 34,6sec) | 01:07:51 | 125    | Bart Hoolwerf       | Nederland     | Team Reggeborgh                    |
| Top-divisie Vrouwen | 41,7 km/h (gem. 34,5sec) | 00:46:03 | 80     | Bente Kerkhoff      | Nederland     | Team Albert Heijn Zaanlander       |
| Beloften Mannen     | 43,3 km/h (gem. 33,3sec) | 00:55:26 | 100    | Kevin van der Horst | Nederland     | Royal A-ware                       |
| Beloften Vrouwen    | 39,6 km/h (gem. 36,4sec) | 00:36:22 | 60     | Manon Gremmen       | Nederland     | Husqvarna / Praktijk Centrum Bomen |

Marathon Cup 1 · 
Marathon Cup 2 · 
Marathon Cup 3 ·
Marathon Cup 4 · 
Marathon Cup 5 · 
Marathon Cup 6 · 
Marathon Cup 7 · 
Marathon Cup 8 · 
De Vier van Noord-Holland 1 · 
De Vier van Noord-Holland 2 · 
De Vier van Noord-Holland 3 · 
De Vier van Noord-Holland 4 · 
Marathon Cup 9 · 
NK kunstijs · 
Marathon Cup 10 · 
Marathon Cup 11 · 
Marathon Cup 12 · 
Marathon Cup 13 · 
Grand Prix 1 · 
Open NK natuurijs · 
Grand Prix 2 · 
Grand Prix 3 · Marathon Cup 14 · 
Marathon Cup 15 · 
Grand Prix 4 · 
Grand Prix 5 · 
Grand Prix 6 ·  
Marathon Cup 16  · 
Klassementen: KNSB Cup ·
Jongeren · 
Ploegen ·
Grand Prix ·
Club-assistent Brabantcup ·
De Vier van Noord-Holland
Lijst van schaatsmarathonrijders 2024/2025